# Adotela
Adotela es un género de coleópteros adéfagos de la familia Carabidae. 

## Especies
Relación de especies:
- Adoleta apicalis (Sloane, 1893)
- Adoleta atronitens Sloane, 1890
- Adoleta australis Sloane, 1890
- Adoleta bicolor (Castelnau, 1867)
- Adoleta carbonaria (Castelnau, 1867)
- Adoleta carenoides Putzeys, 1873
- Adoleta concolor Castelnau, 1867
- Adoleta esmeralda Castelnau, 1867
- Adoleta frenchi Sloane, 1890
- Adoleta grandis (Castelnau, 1867)
- Adoleta howitti (Castelnau, 1867)
- Adoleta laevigatta (Sloane, 1893)
- Adoleta nigerrima MacLeay, 1873
- Adoleta noctis (Sloane, 1893)
- Adoleta striolata Putzeys, 1873
- Adoleta violacea (Castelnau, 1867)
- Adoleta viridis (MacLeay, 1871)